# Physoschistura
Physoschistura és un gènere de peixos de la família dels balitòrids i de l'ordre dels cipriniformes.

## Distribució geogràfica
Es troba a les conques del llac Inle i dels rius Chindwin, Salween, Chao Phraya i Mekong a Myanmar (els Estats Shan), l'Índia, Laos, Tailàndia i la Xina.

## Taxonomia
- Physoschistura brunneana (Annandale, 1918)[17]
- Physoschistura elongata (Sen & Nalbant, 1982)
- Physoschistura meridionalis (Zhu, 1982)[18]
- Physoschistura pseudobrunneana (Kottelat, 1990)[19]
- Physoschistura raoi (Hora, 1929)[20]
- Physoschistura rivulicola (Hora, 1929)[20]
- Physoschistura shanensis (Hora, 1929)[20]
- Physoschistura tuivaiensis (Lokeshwor, Vishwanath & Shanta, 2012)[21]
- Physoschistura yunnaniloides (Chen, Kottelat & Neely, 2011)[22][13][23][24][25]

## Estat de conservació
Només Physoschistura elongata, Physoschistura pseudobrunneana, Physoschistura raoi, Physoschistura rivulicola i Physoschistura shanensis apareixen a la Llista Vermella de la UICN.